# Katrin Langensiepen

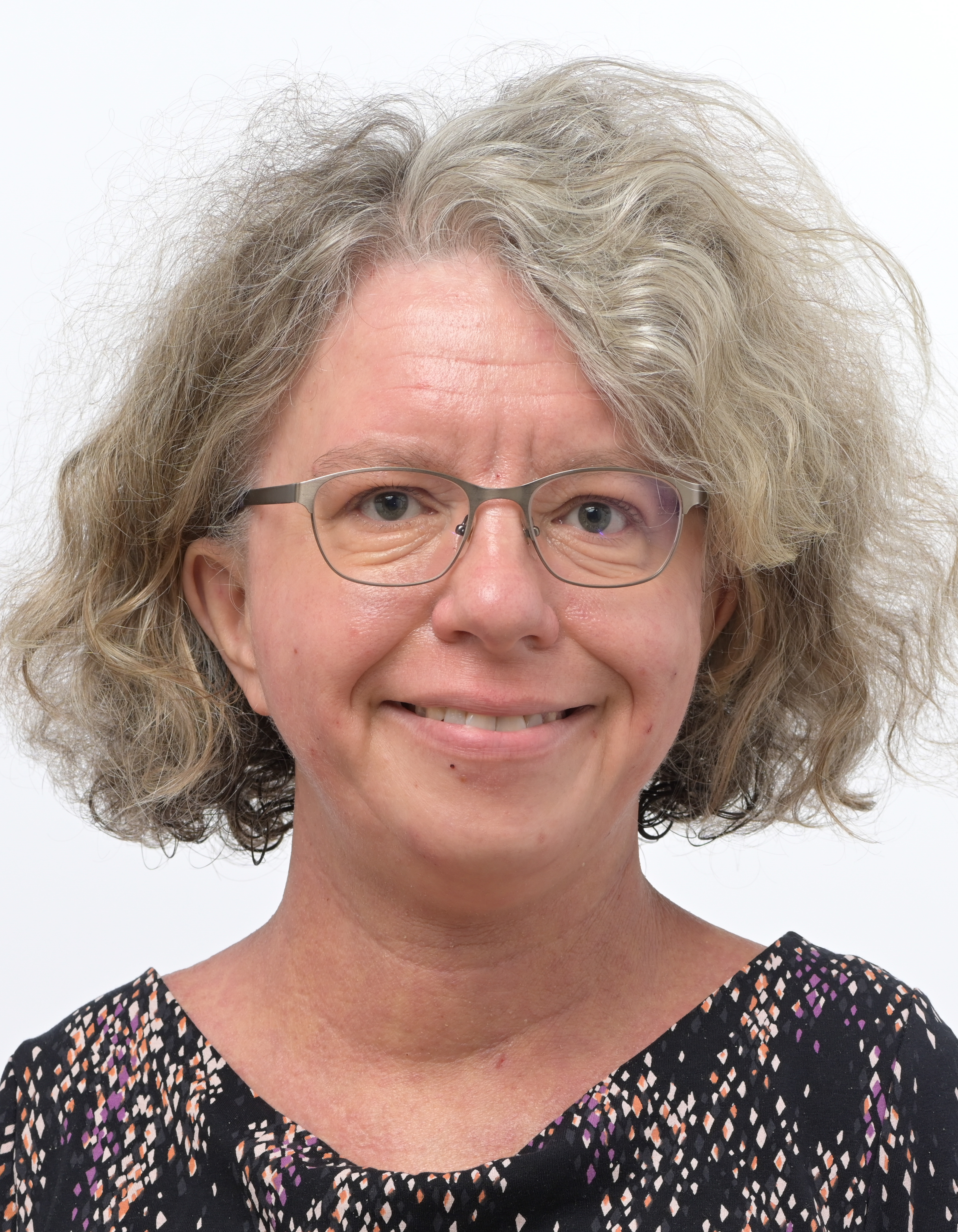
Katrin Langensiepen (2024)

Katrin Langensiepen (* 10. Oktober 1979 in Langenhagen) ist eine deutsche Politikerin (Bündnis 90/Die Grünen). Seit der Europawahl 2019 ist sie Mitglied des Europäischen Parlaments als Teil der Fraktion Die Grünen/EFA.

## Leben und beruflicher Werdegang
Katrin Langensiepen wurde in Langenhagen geboren und absolvierte in ihrer Heimatstadt 2001 an der Integrierten Gesamtschule Langenhagen ihr Abitur. Im selben Jahr absolvierte sie einen Kibbuz-Einsatz in Israel. Nach einem Studium in den Niederlanden (2003) ging sie 2006 als Au-pair nach Marseille.
Da Katrin Langensiepen seit ihrer Geburt mit einer seltenen Erbkrankheit, dem TAR-Syndrom lebt, durch die ihr die Speichen an den Unterarmen fehlen, hat sie selbst immer wieder Diskriminierungserfahrungen gemacht.
2009 absolvierte Katrin Langensiepen eine Ausbildung zur Fremdsprachenassistentin und war während mehrerer Arbeitsaufenthalte in Shanghai tätig.

## Politische Laufbahn

### Engagement im Landesverband Niedersachsen der Grünen
Langensiepen wurde 2010 Mitglied von Bündnis 90/Die Grünen. Im folgenden Jahr wurde sie in den Stadtrat von Hannover gewählt und dort sozialpolitische Sprecherin der Grünen. Sie trat bei der Landtagswahl in Niedersachsen 2013 als Direktkandidatin im Wahlkreis Hannover-Linden an, errang jedoch kein Mandat.
Langensiepen war Sprecherin der Landesarbeitsgemeinschaft Soziales Niedersachsen und Sprecherin der Bundesarbeitsgemeinschaft Behindertenpolitik. Ab 2017 arbeitete sie für die niedersächsische Landtagsfraktion ihrer Partei als persönliche Assistentin der Abgeordneten Filiz Polat und Belit Onay.
Sie gehört der Mitgliederversammlung der Heinrich-Böll-Stiftung an. Des Weiteren ist Langensiepen Mitglied bei Verdi, Amnesty International, dem BUND und der Deutsch-Israelischen Gesellschaft.

### Wechsel ins Europaparlament
Im November 2018 kandidierte sie auf der Bundesdelegiertenkonferenz der Partei für die Europawahlliste, die Delegierten nominierten sie für den 9. Listenplatz. Ihre Partei gewann bei der Europawahl mit 20,5 Prozent der Stimmen 21 der 96 deutschen Mandate, sodass Langensiepen direkt einzog. Sie trat der Fraktion Die Grünen/EFA bei, für die Fraktion ist sie Vize-Vorsitzende des Ausschusses für Beschäftigung und soziale Angelegenheiten und Menschenrechte. Des Weiteren ist sie stellvertretendes Mitglied im Ausschuss für auswärtige Angelegenheiten und Menschenrechte.
Als einzige weibliche Europaabgeordnete mit sichtbarer Behinderung engagiert sie sich für Rechte von Menschen mit Behinderung und für die Umsetzung der UN-Behindertenrechtskonvention in der Europäischen Union. Sie ist Vorsitzende der Interparlamentarischen Gruppe von Menschen mit Behinderung des Europäischen Parlamentes.
Im Ausschuss für Beschäftigung und soziale Angelegenheiten arbeitet sie insbesondere an den Themen Wohnen, Grundsicherung und Armutsbekämpfung.
Bei der Europawahl 2024 wurde Langensiepen auf Listenplatz 7 erneut ins Europäische Parlament gewählt.

## Mitgliedschaften
Katrin Langensiepen ist Mitglied der überparteilichen Europa-Union Deutschland, die sich für ein föderales Europa und den europäischen Einigungsprozess einsetzt.